# 일본의 옷
일본의 옷에 대한 설명이다.

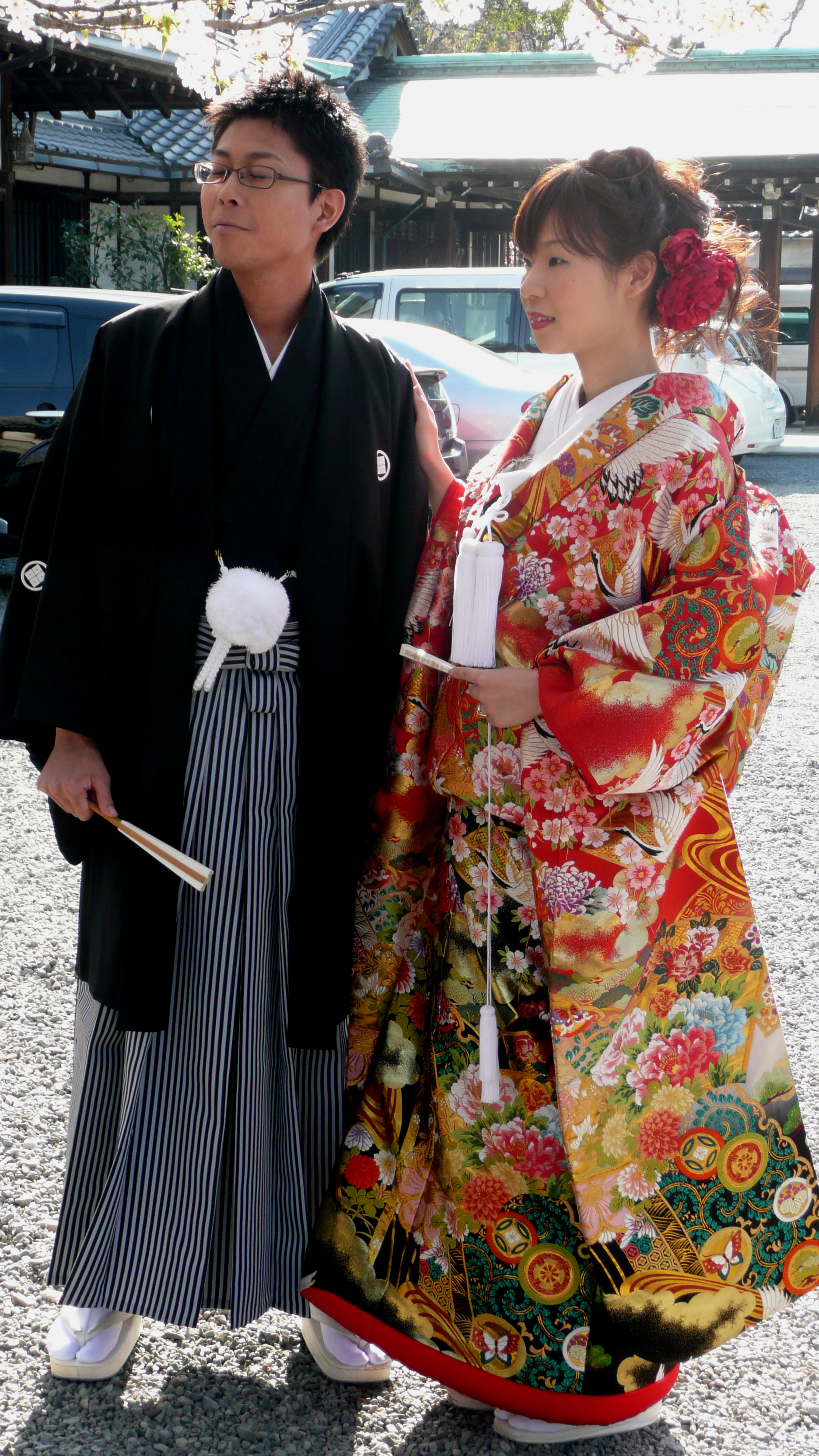
일본 오사카에서 찍은 전통의상을 입은 남녀의 사진

일본에서 입는 옷에는 일반적으로 두 가지 유형이 있다. 일본의 민족 의상인 기모노를 포함하는 일본 의상(和服, 와후쿠)으로 알려진 전통 의상, 그리고 국가 복장 또는 다른 나라의 복장 둘 중 하나로 인식되지 않는 다른 모든 것을 포괄하는 서양 의류(洋服, 요후쿠)이다.
일본의 전통 패션은 헤이안 시대에 개발된 색상 팔레트, 당나라 의복과 문화 전통에서 채택한 실루엣, 일본 문화, 자연 및 전통 문학에서 가져온 모티프, 실크 소재의 사용 등을 포함하는 전통 문화의 오랜 역사를 나타낸다. 일부 의복과 착용 스타일은 주로 에도 시대 말기에 완전히 발달했다. 일본 전통 패션의 가장 잘 알려진 형태는 기모노이다. 기모노라는 용어는 문자 그대로 "입는 것" 또는 "어깨에 착용하는 것"으로 번역된다. 다른 유형의 전통 패션으로는 아이누 민족의 의류와 류소(琉装)로 알려진 류큐 민족의 의류가 있으며, 특히 류큐 제도에서 생산되는 전통 직물인 빈가타와 바쇼후가 포함된다.
현대 일본 패션은 대부분 요후쿠(양복)를 포함하지만, 이세이 미야케, 요지 야마모토, 레이 가와쿠보와 같은 많은 유명 일본 패션 디자이너는 전통 패션에서 영감을 얻었으며 때로는 전통 패션에서 영향을 받은 옷을 디자인했다. 그들의 작품은 전 세계 패션쇼에 많은 작품이 전시되는 등 글로벌 패션 산업에 종합적인 영향을 미치고 있으며, 많은 디자이너가 일본 스트리트 패션에서 그림을 그리거나 이에 기여하는 등 일본 패션 산업 자체에도 영향을 미쳤다.

## 같이 보기
- 일본의 문화
- 한국의 옷
- 베트남의 옷
- 한푸
- 한복